# Galeodes bacillatus
Galeodes bacillatus är en spindeldjursart som beskrevs av J. Birula 1905. Galeodes bacillatus ingår i släktet Galeodes och familjen Galeodidae. Inga underarter finns listade i Catalogue of Life.